# Листов, Пётр Николаевич
Пётр Николаевич Листов (4 [17] июля 1902 — 12 января 1981) — советский учёный в области электрификации с.-х. производства, академик ВАСХНИЛ (1966).

## Биография
Родился в с. Итманово Нижегородской губернии. Окончил Нижегородский государственный университет (1927), курсы старших агрономов МТС Трактороцентр (1929—1930), Московский институт механизации и электрификации сельского хозяйства (МИМЭСХ) (1937), аспирантуру Всесоюзного института электрификации сельского хозяйства (ВИЭСХ) (1937).
В 1926—1929 агроном совхоза «Хуторок», старший агроном Темижбекской МТС, одновременно преподавал в краевой с.-х. школе.
В 1935—1940 старший научный сотрудник ВИЭСХ и ВНИИ механизации и электрификации сельского хозяйства. В 1940—1943 доцент кафедры применения электричества в сельском хозяйстве МИМЭСХ, одновременно в 1942—1943 декан факультета механизации и электрификации сельского хозяйства, и. о. заведующего кафедрой применения электричества в сельском хозяйстве Московской сельскохозяйственной академии им. К. А. Тимирязева (ТСХА).
Доцент (1943—1949), профессор, заведующий кафедрой электрификации сельского хозяйства (1949—1973), профессор-консультант (1973—1981) ТСХА.
Одновременно в 1965—1973 академик-секретарь Отделения механизации и электрификации сельского хозяйства ВАСХНИЛ.
Доктор технических наук (1947), профессор (1949), академик ВАСХНИЛ (1966). Член-корреспондент Академии с.-х. наук ГДР (1963).
Основатель кафедры электрификации с.-х. производства в ТСХА. Разработчик принципов комплексной электрификации сельского хозяйства на основе использования различных энергетических средств.
Награжден орденами Ленина (1972), Трудового Красного Знамени (1965), многими медалями СССР, ВСХВ и ВДНХ.
Автор (соавтор) около 200 научных трудов, из них 19 книг и брошюр.
Умер в 1981 году. Похоронен на Кунцевском кладбище.

## Публикации
- Использование электрической энергии в сельском хозяйстве. — М.: Сельхозгиз, 1948. — 213 с.
- Механизация и электрификация работ на животноводческих фермах / соавт.: П. Митрянин, Л. Кропп. — М.: Моск. рабочий, 1958. — 119 с.
- Электромонтер сельской электрификации / соавт.: А. М. Ганелин и др. — 3-е изд., перераб. и доп. — М.: Высш. шк., 1969. — 320 с.
- Электрификация сельскохозяйственного производства: учеб. пособие для студентов агрон. и экон. фак. / соавт. В. А. Воробьев. — М.: Колос, 1979. — 207 с. — (Учеб. и учеб. пособия для высш. с.-х. учеб. заведений).